# Hammam Boughrara
Hammam Boughrara est une commune de la wilaya de Tlemcen en Algérie.

## Géographie

### Situation
Le territoire de la commune de Hammam Boughrara est situé au nord-ouest de la wilaya de Tlemcen sur les bords de l'oued Tafna. Le chef lieu de la commune est situé à environ 29 km à vol d'oiseau à l'ouest de Tlemcen.
| Djebala | Nedroma, Aïn Kebira, Aïn Fetah | Aïn Fetah, Ouled Riyah |
| Djebala | Hammam Boughrara               | Sabra                  |
| Maghnia | Maghnia, Bouhlou               | Sabra                  |

### Localités de la commune
En 1984, la commune de Hammam Boughrara est constituée à partir des localités suivantes :
- Hammam Boughrara
- Maaziz
- Sidi Mechhour
- Bourokba
- Ouled Chadli
- Ouled Houari
- Hammam Chigueur
- Ouled Aïssa
- Hadjra Kahla
- Hemla
- Dechra
- Sidi Abdellah

## Démographie
Selon le recensement général de la population et de l'habitat de 2008, la population de la commune de Hammam Boughrara est évaluée à 11 444 habitants contre 10 322 en 1998.

## Tourisme
La commune accueille un complexe thermal , la station est très appréciée par les touristes. Ses eaux sulfatées et bicarbonatées émergent à une température de 45 °C et soignent certaines affections rhumatologiques, dermatologiques, respiratoires et urinaires,.